# Gontscharnaja-Straße

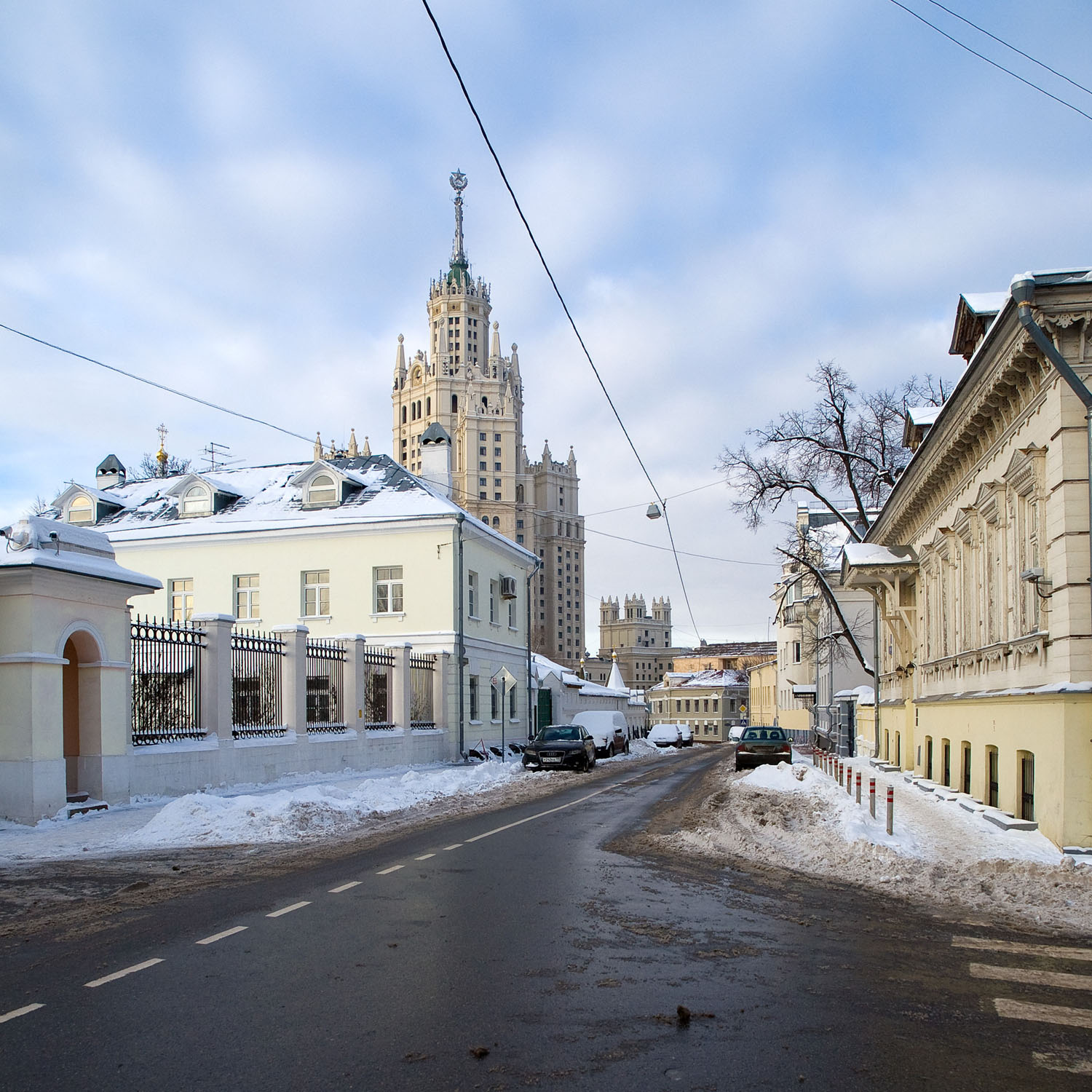
Anfang der Gontscharnaja-Straße mit Blick auf Wohngebäude an der Kotelnitscheskaja-Uferstraße

Die Gontscharnaja-Straße (von 1922 bis 1992 Wolodarskowo-Straße) ist eine Straße im Stadtteil Taganski im Zentralen Verwaltungsbezirk Moskaus. Sie führt von der Großer-Watin-Gasse zum Taganskaja-Platz.

## Geschichte
Die Straße bekam ihren Namen nach Gontscharnaja Sloboda, einer „Töpfersiedlung“, einem Stadtteil, in dem Töpfer lebten und arbeiteten. Aus den Chroniken geht hervor, dass im 16. Jahrhundert die Keramikproduktion vom Kreml, in dem sie sich seit dem Ende des 12. Jahrhunderts befand, auf den Hügel Schwiwaja jenseits des Flusses Jausa verlegt wurde. In den Jahren 1947 bis 1948 wurde in einem Hochhaus auf der Kotelnitscheskaja-Uferstraße eine Töpferwerkstatt eröffnet. Des Weiteren gab es auch eine Siedlung von Büchsenmachern. Ihre Gräber wurden bei der Restaurierung des Tempels von Nikita dem Märtyrer gefunden.
Seit dem 18. Jahrhundert wurde das Gebiet von Gontscharnaja Sloboda von Adelshäusern und Häusern von Kaufleuten aufgebaut. Im Jahre 1812 zerstörte ein Brand die Straße, die sich praktisch im Zentrum des Feuers befand, aber die alten Gemäuer aus dem 17. Jahrhundert überstanden den Brand und sind am Fuße der Häuser erhalten, die in der ersten Hälfte des 19. Jahrhunderts restauriert wurden. Im Jahr 1922 wurde sie in Straße Wolodarskowo zur Erinnerung an den revolutionären W. Wolodarski umbenannt.
Der Generalplan für den Wiederaufbau Moskaus aus dem Jahr 1935 sah den vollständigen Abriss der Gebäude des Stadtteils Taganski vor. Die Gontscharnaja-Straße sollte sich in eine breite, radiale Hauptstraße verwandeln, mit Gebäuden im Stil des Stalinistischen Klassizismus. Dieser Plan wurde mit Ausnahme der stalinistischen Wohnhäuser Nr. 26 bis 32 und 36 bis 38 nicht realisiert. Während des Baus der Bolschoi-Krasnocholmsky-Brücke 1938 wurde nur das südöstliche Viertel entlang der Gontscharnaja-Straße einschließlich der Auferstehungskirche in Gontscharny Proezd, einer Kirche von 1649 mit einem Dreizeltdach, abgerissen. Die Kirche des Märtyrers Nikita wurde geplündert und nach dem Krieg von Lew David restauriert. Nach dem Krieg wurde der ursprüngliche Plan geändert: Am Fuße des Hügels Schwiwaja wurde das Wohngebäude Stalinskaja Wysotka errichtet, das die Straße vom Ufer der Moskwa abtrennt.

## Beschreibung

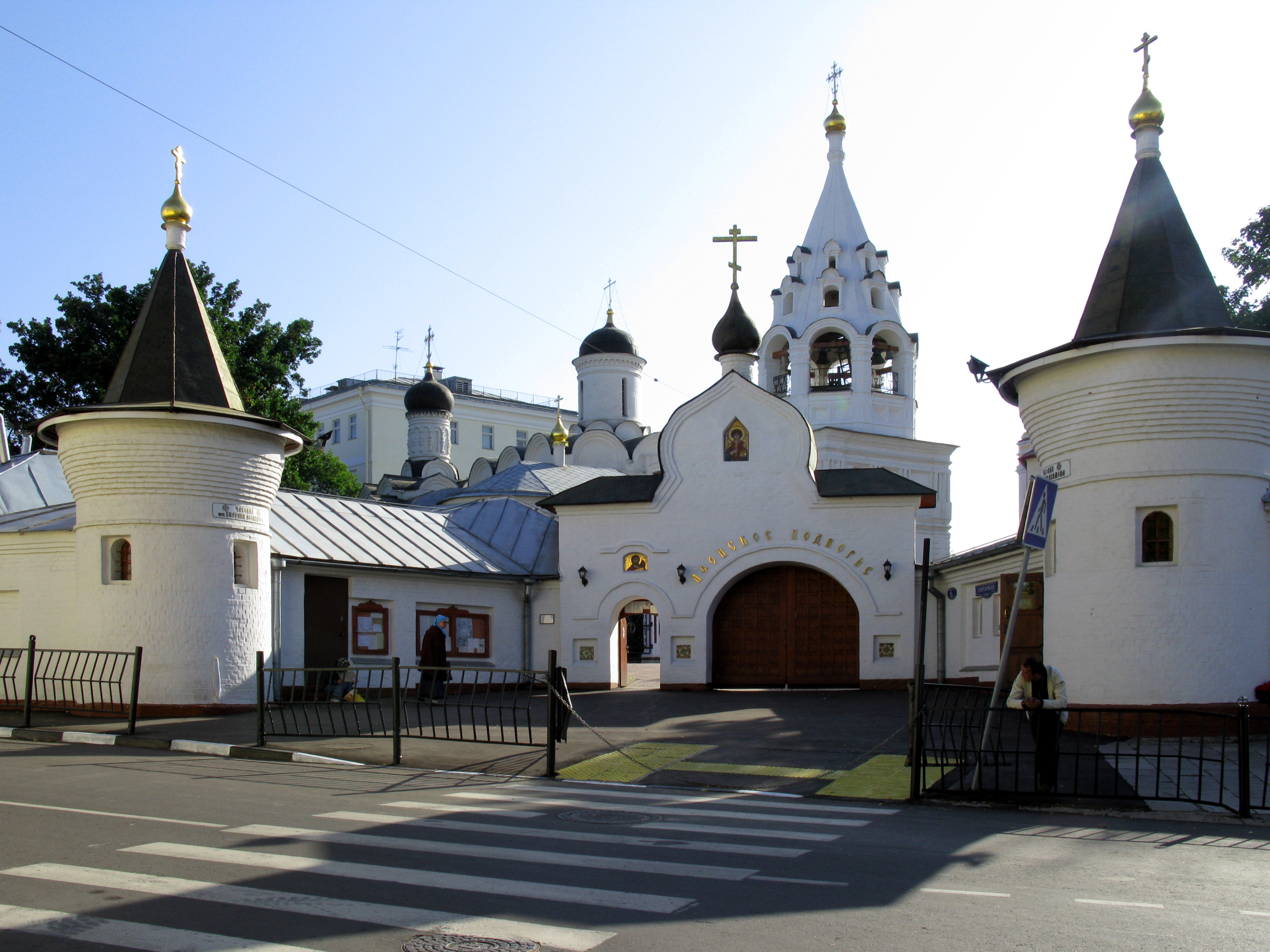
Afonskoje Podworje

Die Gontscharnaja-Straße ist mit etwa 900 Metern Länge eine sehr ruhige Straße, deren heutiges Straßenbild überwiegend aus dem 19. Jahrhundert stammt.
- Hausnummer 6 – Afonskoje Podworje mit der Kirche St. Nikita an der Jausa – jetzt Podworje (Metochi) des Klosters Rossikon. Die Kirche wurde 1595 erbaut, der Glockenturm 1684–1685, das Ensemble entwickelte sich bis Ende des 19. Jahrhunderts. Unter der Sowjetherrschaft wurde die Kirche 1936 für Gottesdienste geschlossen und bis 1990 als Lagerraum genutzt. Mauer und Türme wurden abgerissen. Zuerst war der Abriss der Kirche auch geplant, aber der Widerstand in der Bevölkerung rettete die Kirche. 1991 wurde die Kirche des Heiligen Nikita an die Russisch-Orthodoxe Kirche zurückgegeben. 1996 wurden Mauer und Türme wieder aufgebaut.
- Hausnummer 11 – Das Herrenhaus Tutolmin. Das dreistöckige Haus wurde Ende des 18. Jahrhunderts im Stil des Klassizismus für den Kaufmann Surowschtschikow gebaut, danach kaufte General und Senator Timofei Tytolmin das Haus und baute es um. 1812 brannte es ab und blieb lange Zeit unvollendet, bis Kaufmann Timofei Prochorow, der hier eine Fabrikschule eröffnete, dessen Besitzer wurde. Eine Fabrikproduktion bestand bis 1850, danach wurde das Gebäude als ein Mietshaus genutzt. Zu Beginn des 20. Jahrhunderts gab es ein privates Frauengymnasium; nach dem Auftrag des Bauherrin E. Konstan wurde von Architekt W. Scherwood ein Stockwerk aufgebaut, auch die ursprünglich existierenden Flügel wurden wieder errichtet. In den 1930er Jahren wurde noch ein Stockwerk aufgebaut. Seit 2015, nachdem eine Investbank von dort ausgezogen ist, gehört das fünfstöckige Haus zum Institut der Philosophie der Russischen Akademie der Wissenschaften.

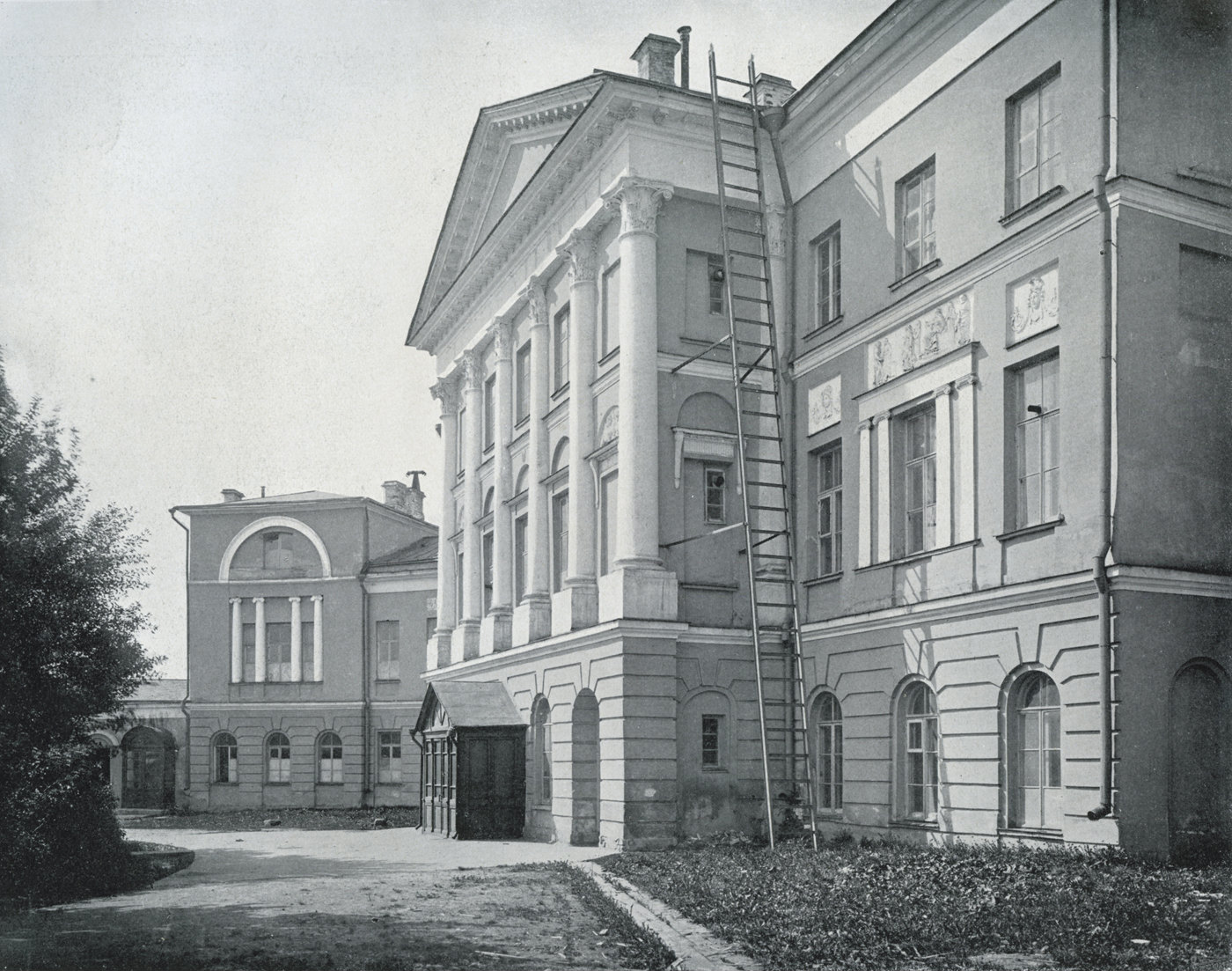
Hausnummer 12: Foto aus dem Jahre 1900–1903
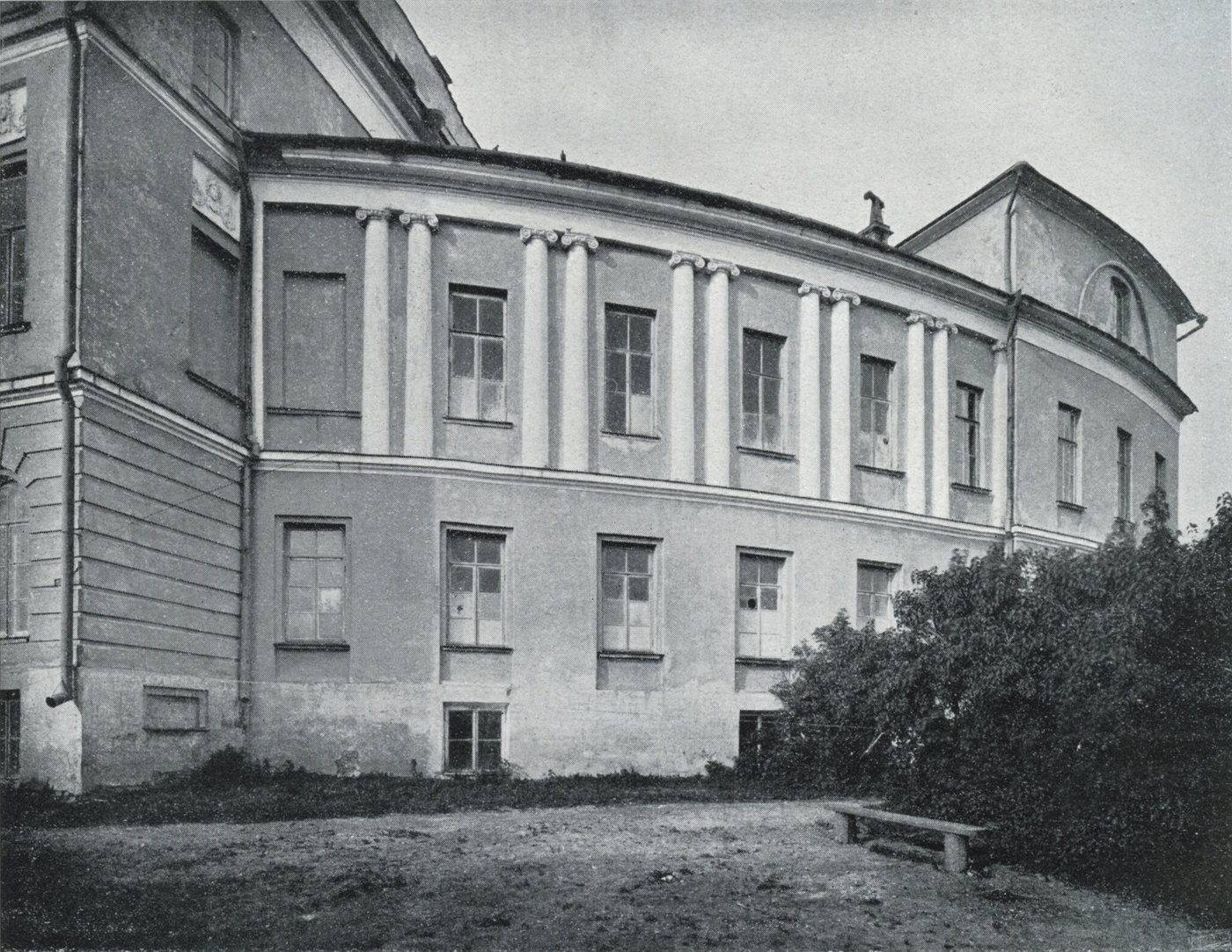
Hausnummer 12: Flügel
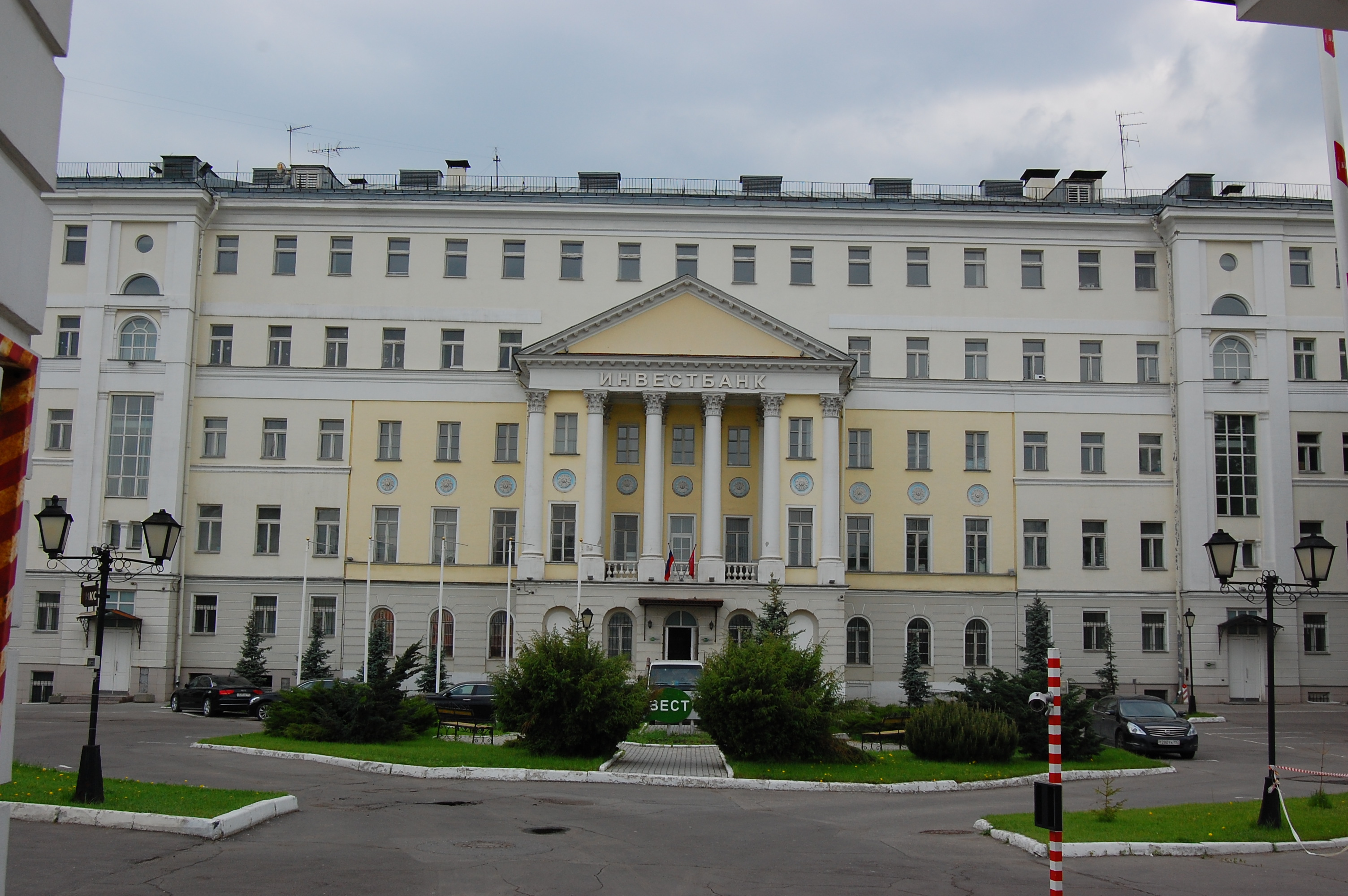
Hausnummer 12: Foto aus dem Jahre 2015
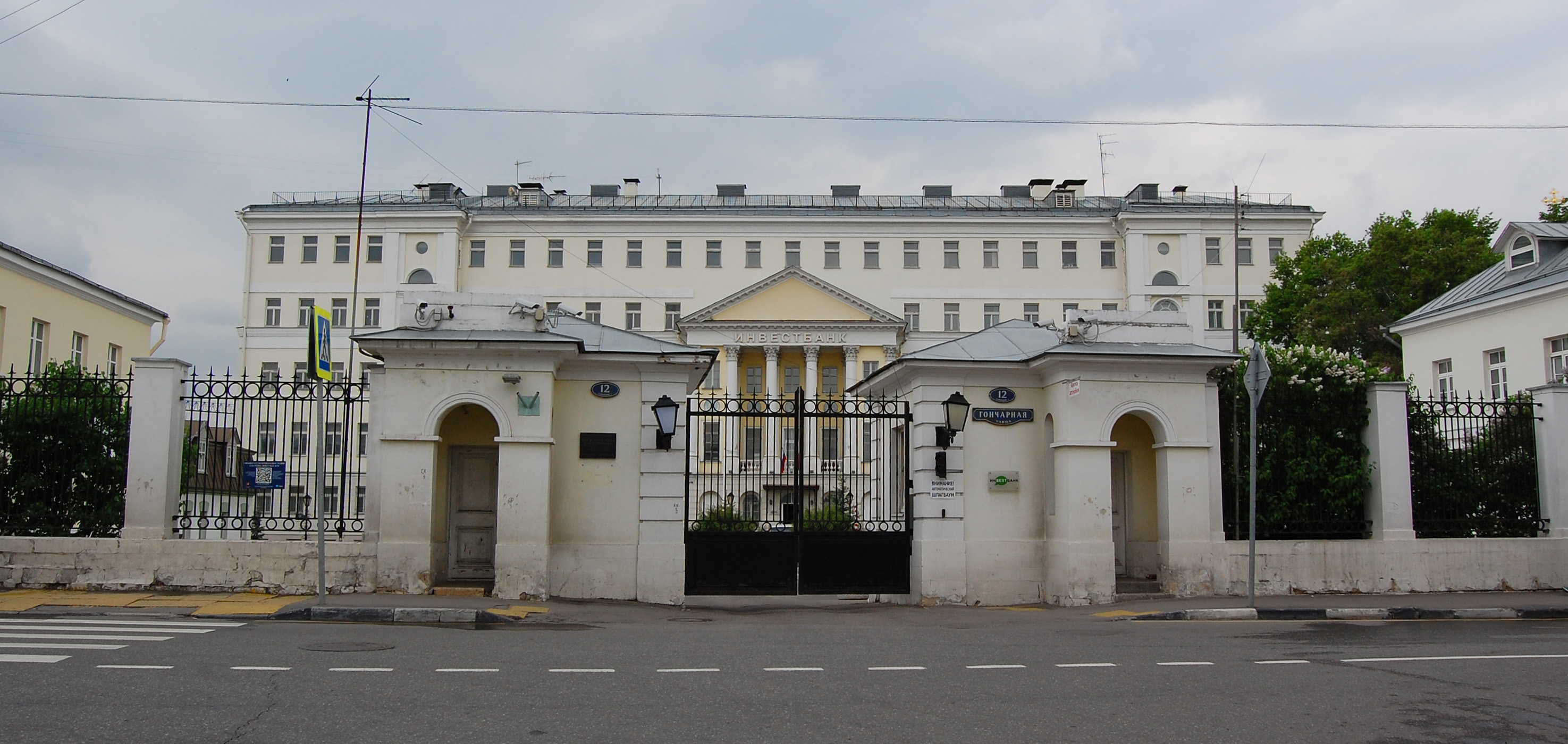
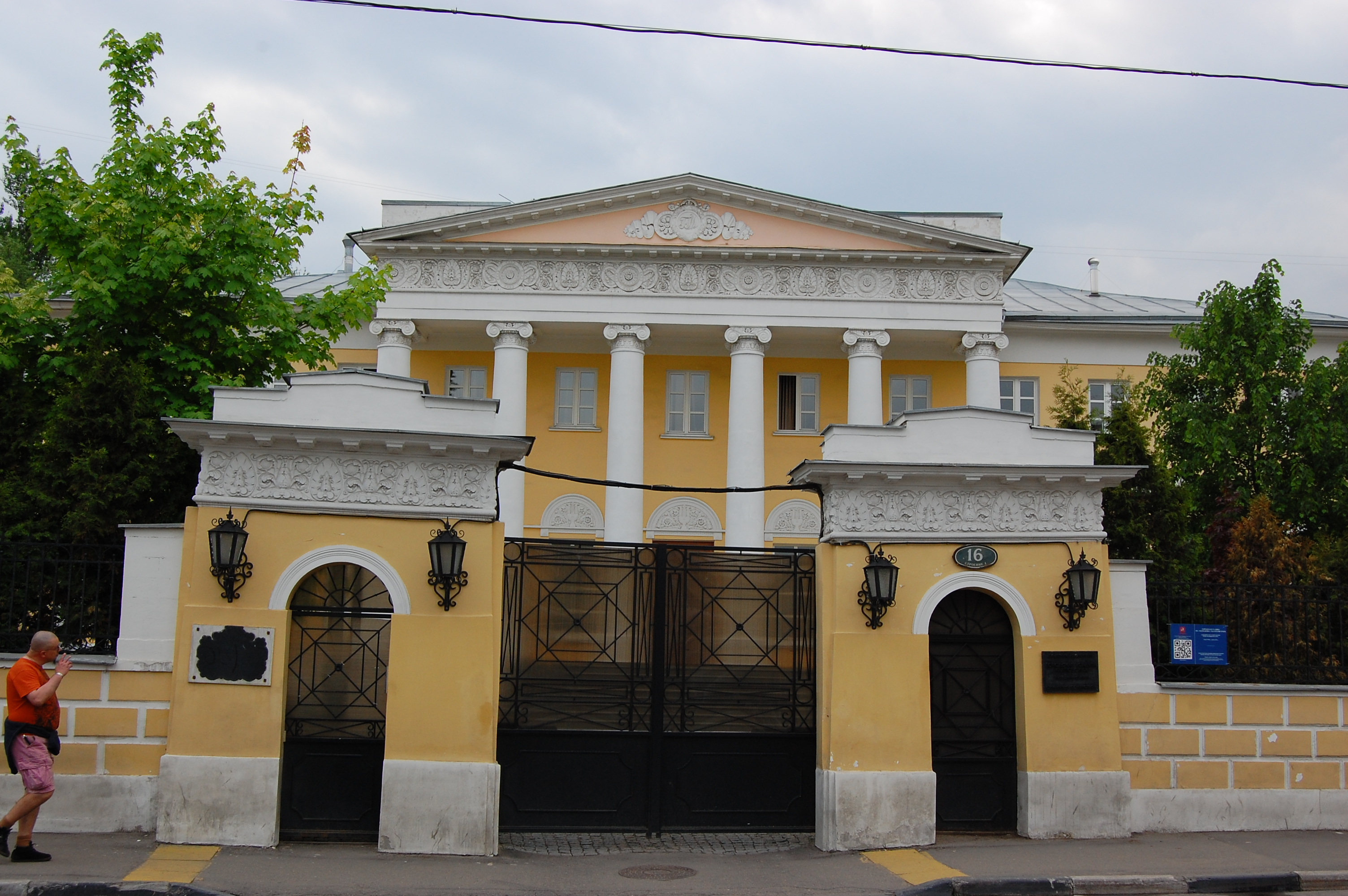
Hausnummer 14 – 16

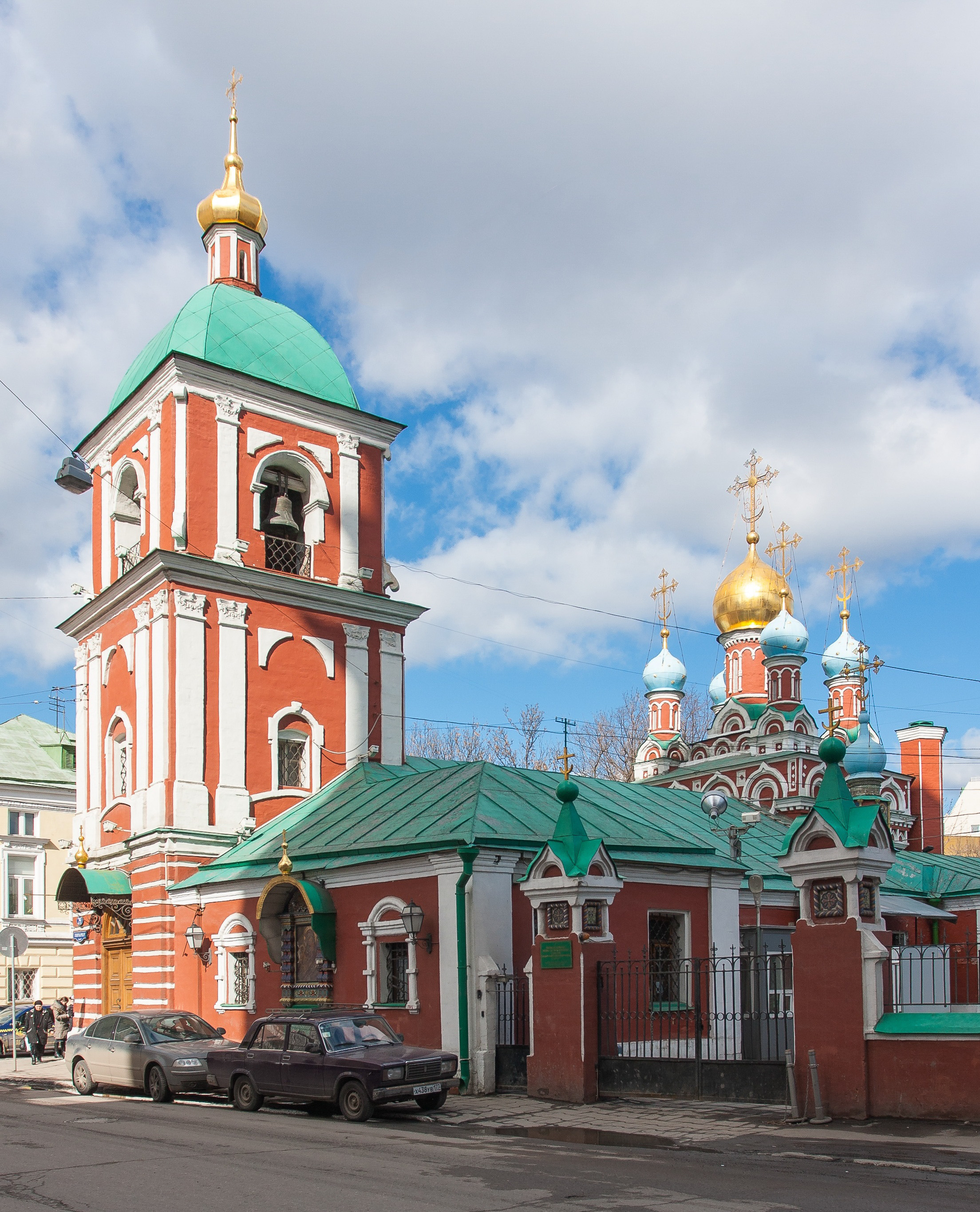
Hausnummer 29/7

- Hausnummer 14–16 – Das Herrenhaus Klapowskaja – ein Kulturobjekt mit föderaler Bedeutung, befindet sich unter Denkmalschutz. Im Grund des Hauses befinden sich Palaten aus dem 17. Jahrhundert. Im 18. Jahrhundert und 1816–1823 wurde übergebaut. Zweimal im Jahr (18. April, Denkmalschutztag und 18. Mai, Internationaler Museumstag) ist das Haus für Besucher geöffnet. Das Ensemble des Herrenhauses besteht aus einem Haupthaus und zwei Nebengebäuden, es gibt auch einen Zaun mit einem schmiedeeisernen Gitter und zwei Toren aus dem Jahr 1820.
- Hausnummer 2 – Milgausen-Haus aus dem 18. bis Anfang des 19. Jahrhunderts
- Hausnummer 29/7 Mariä-Entschlafens-Kirche zu Gontschary aus dem Jahr 1654, Glockenturm von 1764–1774. Sie war unter der Sowjetherrschaft für Gottesdienste niemals geschlossen und behielt alle ihre Glocken. Seit 1948 befindet sich hier eine Metochi der Bulgarisch-orthodoxen Kirche. Unter den Gemeindemitgliedern der Kirche sind Bulgaren.
- Hausnummer 35/5 – Seljin-Bezsonowa-Haus aus den 1830er-Jahren, noch ein Kulturobjekt mit federalischer Bedeutung[1]
- Hausnummer 26 – Ein Wohngebäude im Stil des Stalinistischen Klassizismus von Lew Rudnew 1950–1957 erbaut. Hier lebten bekannte militärische Führer – General Iwan Fedjuninski, General Iwan Suchow, General Alexander Lutschinski, Marschälle der Flieger Grigori Woroscheikin und Phillip Agalzow, sowie Schriftsteller und Künstler. Es gibt eine Reihe von Gedenktafeln an der Fassade.[2]
- Hausnummer 38 – Ein monumentalisches, vierzehnstöckiges Wohngebäude mit Kolonnade, Skulpturen und Bogen, auch im Stil des Stalinistischen Klassizismus. Architekt – N. Wischnewski und G. Worobjow. Das Gebäude wurde nach Plan der Rekonstruktion der Straße Gontscharnaja 1935 errichtet. Sein zentrales Korps wurde 1936–1939 errichtet für das Volkskommissariat für Verteidigung und wurde während des Kriegs durch deutsche Luftangriffe etwas beschädigt. Beide Flügel wurden von deutschen Kriegsgefangenen 1946 erbaut.[3][4]

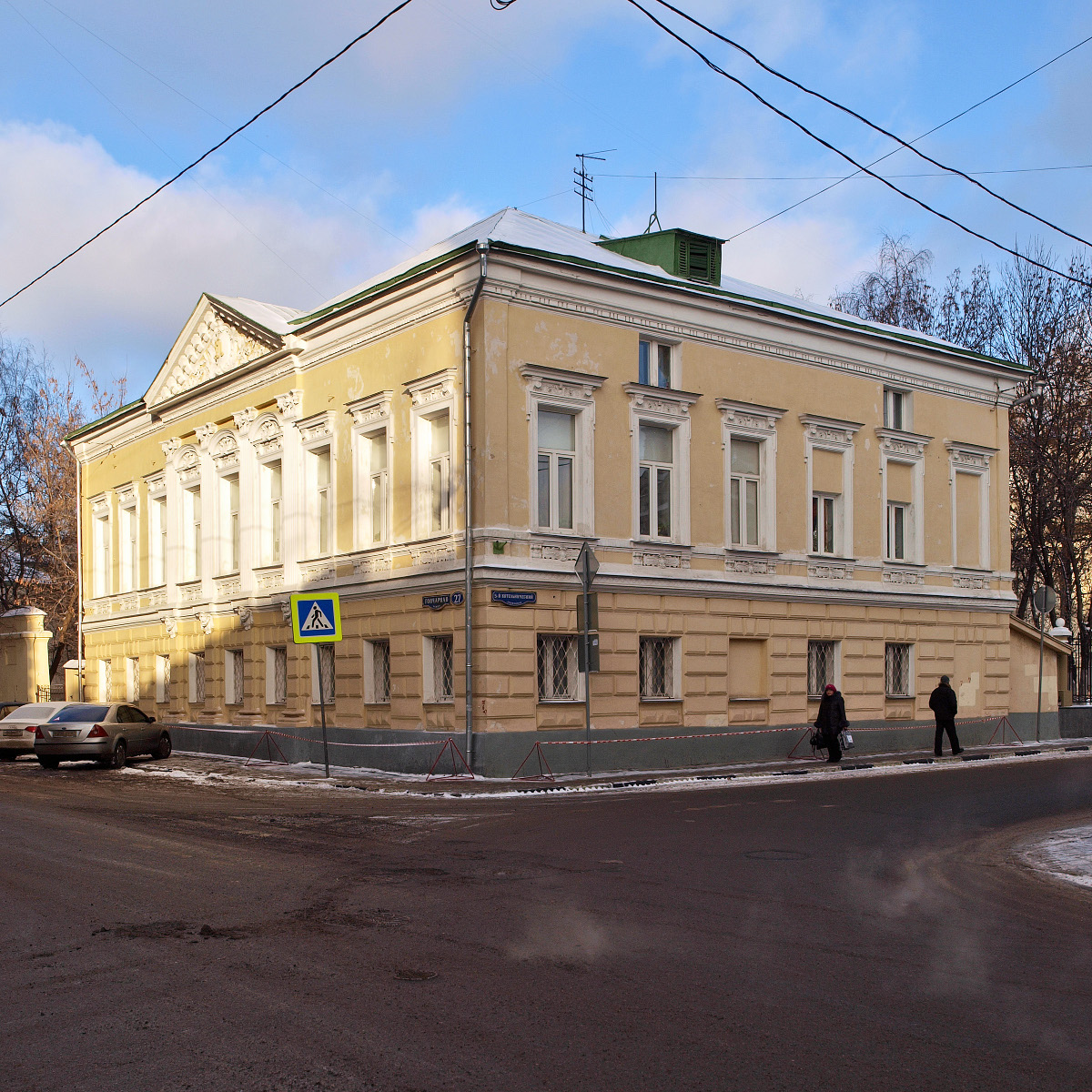
Hausnummer 27: Herrenhaus aus 1838.
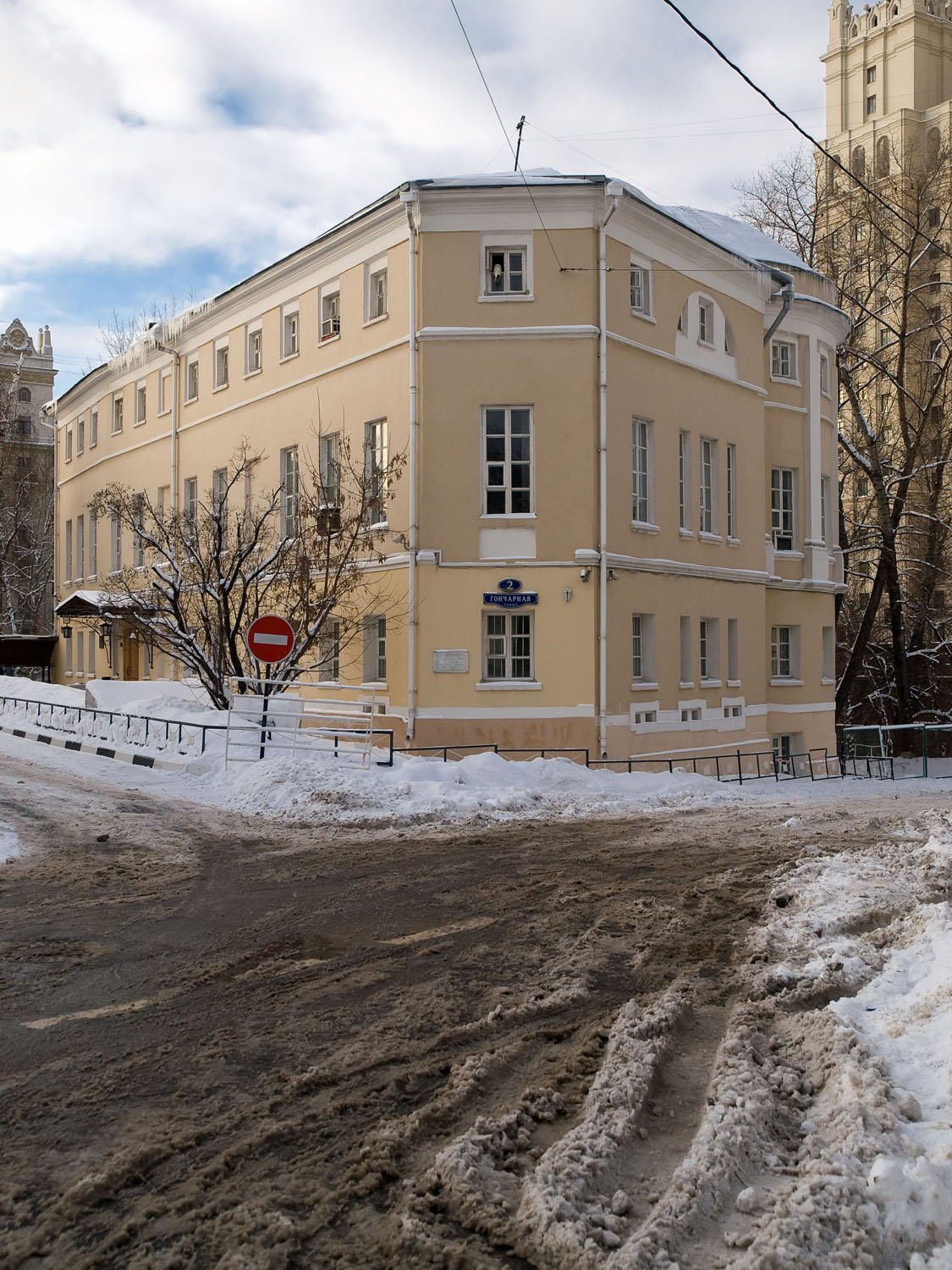
Hausnummer 2
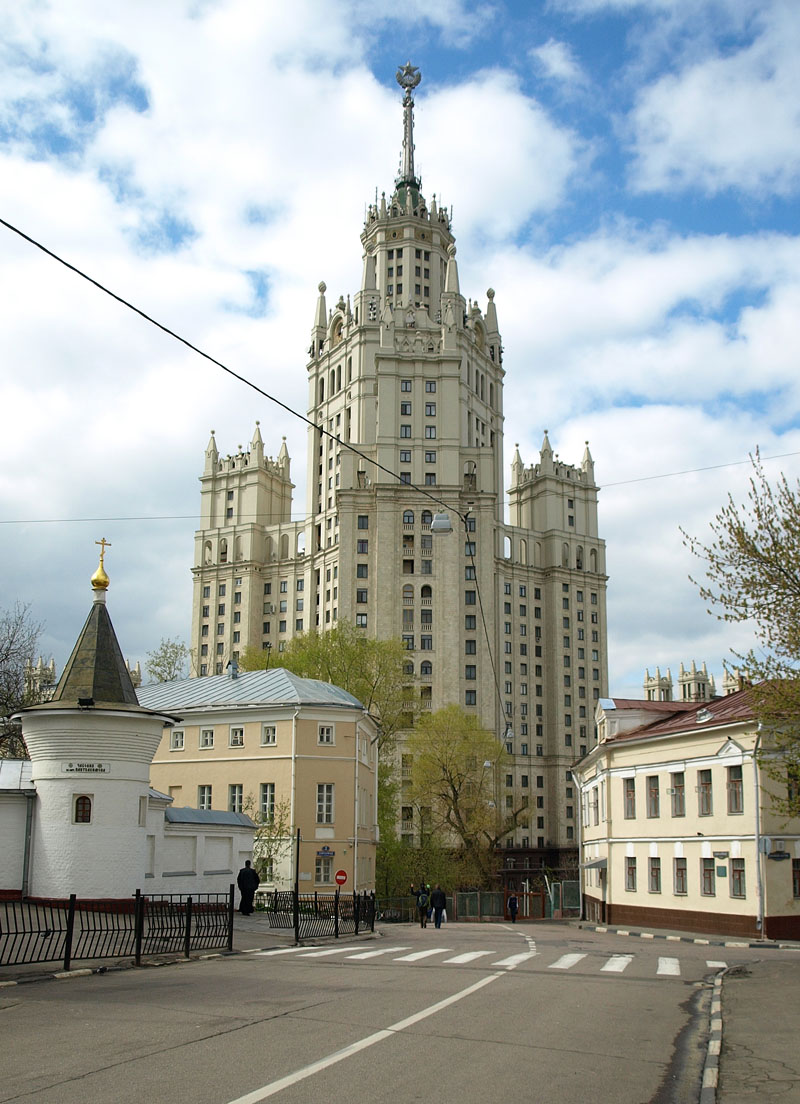
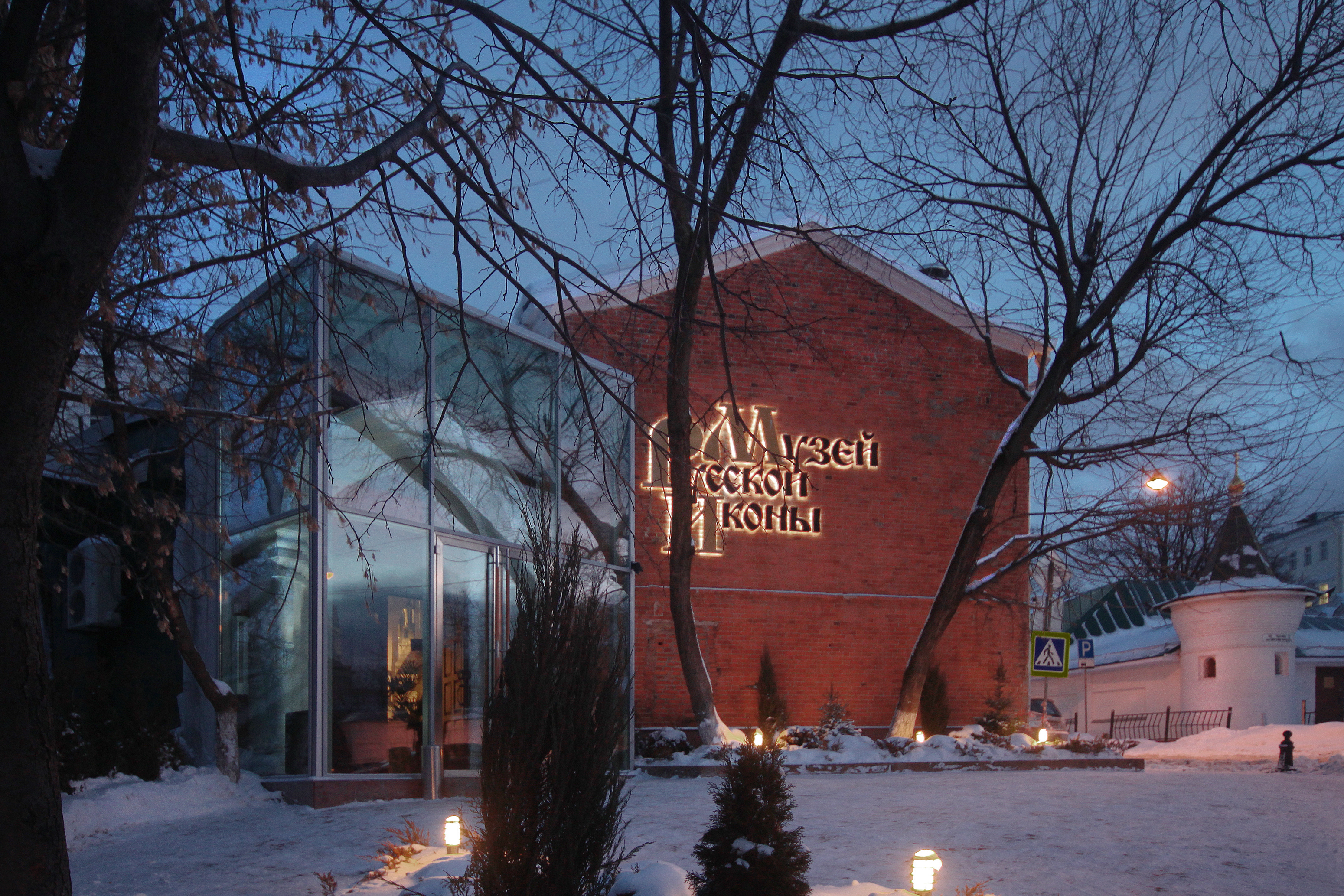
Hausnummer 3/1: Ein Ikonenmuseum.
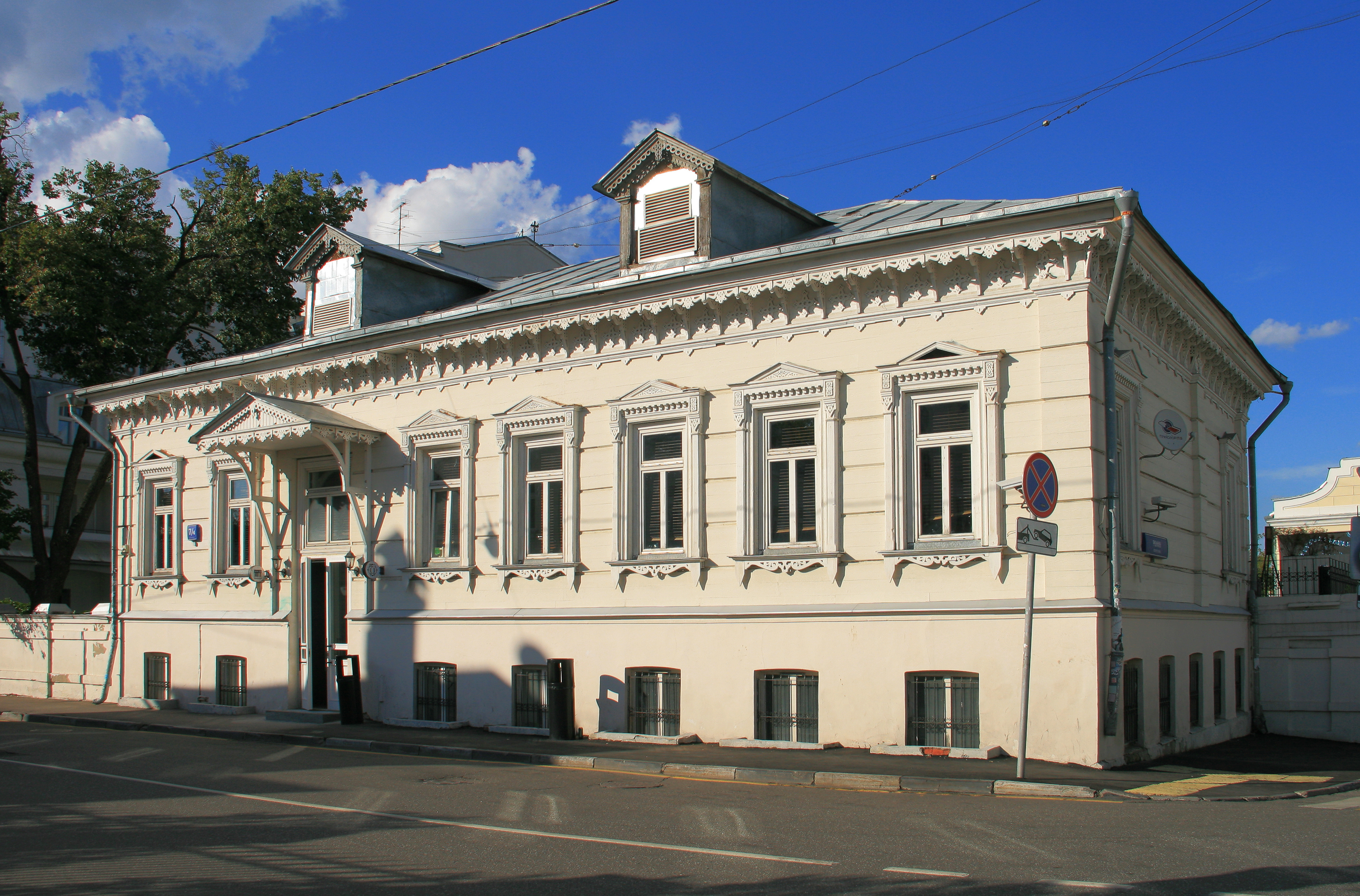
Hausnummer 7/4. Holzherrenhaus aus 1872.
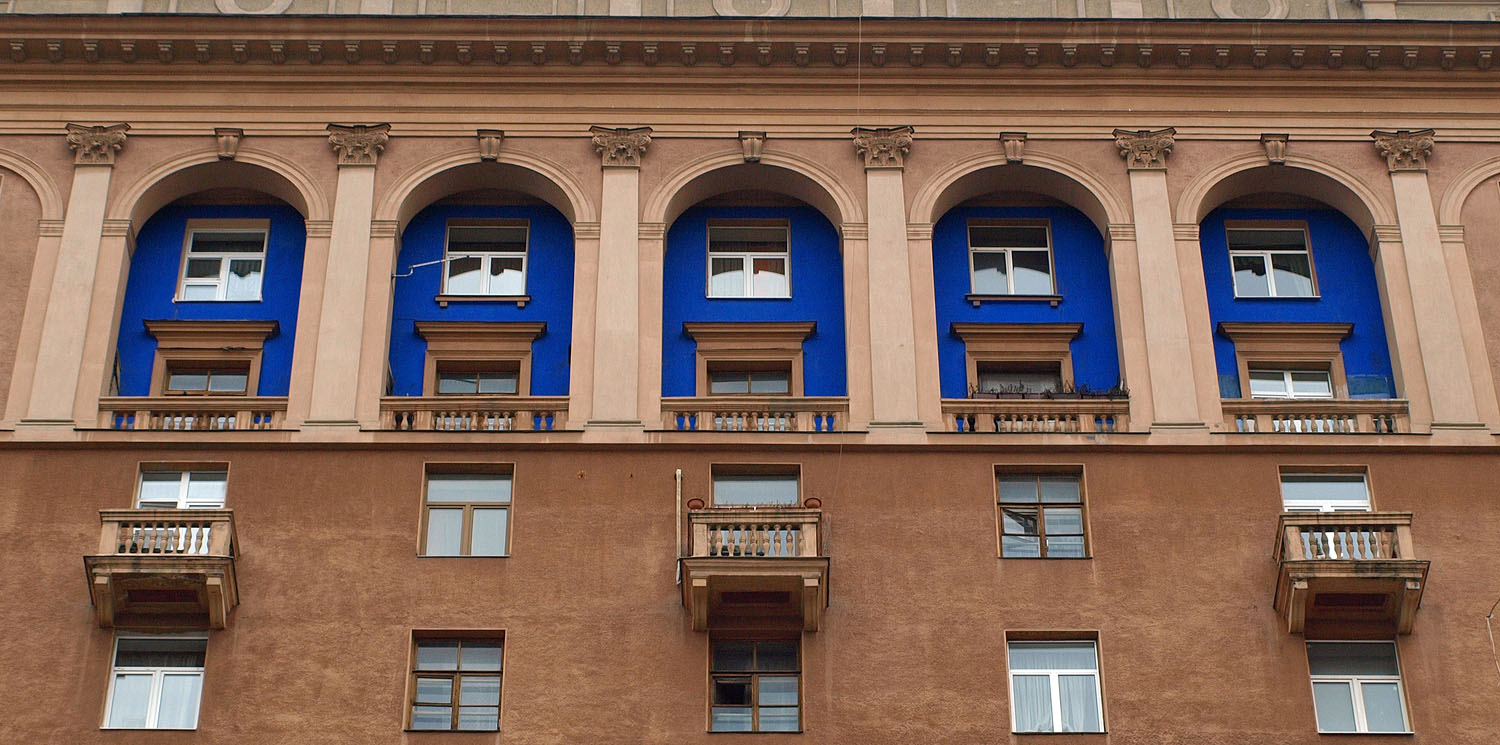
Hausnummer 38

An der Gontscharnaja-Straße 3/1 befindet sich ein Privatmuseum mit russischen Ikonen, einer Sammlung von mehr als 5000 Exponaten. In der Nähe der Gontscharnaja-Straße in der Fünften-Kotelnitscheski-Gasse, befindet sich das Museum des Kalten Krieges (Bunker GO-42).
Die nächstgelegene Metrostation ist Taganskaja.